# Elecciones generales de Japón de 1986
Las elecciones generales fueron celebradas en Japón el 6 de julio de 1986 para renovar la Cámara de Representantes. Se llevaron a cabo al mismo tiempo que las elecciones a la Cámara de Consejeros en las que también el PLD logró mayoría absoluta.
Esta elección terminó con una abrumadora victoria del Partido Liberal Democrático. Fue el récord más alto desde que se formó el partido para ganar 300 escaños. Este récord fue el mayor número de escaños ocupados por un solo partido después de la guerra hasta que solo el Partido Democrático (PDJ) ganó 308 escaños en las elecciones de 2009.

## Resultados de las elecciones
| Partido                   | Partido                        | Votos      | %      | Escaños | +/-   |
| ------------------------- | ------------------------------ | ---------- | ------ | ------- | ----- |
|                           | Partido Liberal Democrático    | 29,875,501 | 49.42  | 300     | +50   |
|                           | Partido Socialista de Japón    | 10,412,584 | 17.23  | 85      | -27   |
|                           | Komeitō                        | 5,701,277  | 9.43   | 56      | -2    |
|                           | Partido Comunista de Japón     | 5,313,246  | 8.79   | 26      | 0     |
|                           | Partido Socialista Democrático | 3,895,858  | 6.44   | 26      | -12   |
|                           | Nuevo Partido Liberal          | 1,114,800  | 1.84   | 6       | -2    |
|                           | Unión Socialdemócrata (SDF)    | 499,670    | 0.83   | 4       | +1    |
|                           | Otros partidos                 | 62,324     | 0.20   | 0       | 0     |
|                           | Independientes                 | 3,515,043  | 5.81   | 9       | -7    |
|                           |                                |            |        |         |       |
| Votos válidos             | Votos válidos                  | 60,448,610 | 97.96  |         |       |
| Votos nulos/en blanco     | Votos nulos/en blanco          | 1,259,044  | 2.04   |         |       |
| Total                     | Total                          | 61,707,654 | 100.00 | 512     |       |
| Registrados/Participación | Registrados/Participación      | 86,426,845 | 72.52  | +4.58   | +4.58 |

- Datos: Q844459
- Multimedia: Japanese general election, 1986 / Q844459